# Харц (национален парк)
Национален парк Харц (на немски: Nationalpark Harz) е национален парк разположен в централна Германия на територията на федерлните провинции Долна Саксония и Саксония-Анхалт. Простира се в западната част на планината Харц и е част от мрежата „Натура 2000“ на Европейския съюз.

## Описание
Днешният парк е създаден на 1 януари 2006 г. в резултат на сливането на два по-малки. Това са основания през 1994 г. Национален парк Харц в Долна Саксония и създадения през 1990 година Национален парк Горен Харц в Саксония-Анхалт. Това е и район, през който в продължение на десетилетия е минавала границата на двата враждуващи блока по време на Студената война. Голяма част от земите за били забранена зона и благодарение на това природата остана незасегната.

## Фауна
Тук се срещат много редки за Германия животни като мечка, черен щъркел, сокол скитник, европейска дива котка и особено евроазиатски рис. Последният рис в планината Харц е бил видян през 1818 г. През 1999 г. рисът е реинтродуциран в парка. През 2002 г. се раждат няколко рисчета. Направен е опит да се върне и глухара, но всеоще неуспешно.